# Juan Pablo II (Alicante)
Juan Pablo II es un barrio de la ciudad española de Alicante. Según el padrón municipal, cuenta en el año 2023 con una población de 7115 habitantes (3322 hombres y 3297 mujeres).
Esta zona del municipio solicitó en el año 2011 convertirse en un nuevo barrio de la ciudad, cambiando la denominación de PAU1 por el nombre que tiene su principal plaza. La Junta de Gobierno del Ayuntamiento, en sesión celebrada el 6 de julio de 2021, aprobó dicha petición.

## Localización
Juan Pablo II limita al norte con el barrio de La Torreta, al este y oeste con Polígono San Blas y al sur con los barrios de Ciudad de Asís y Florida Alta.
Asimismo, está delimitado exteriormente, desde el oeste y en el sentido horario, por las avenidas y calles siguientes: Fiestas populares y tradicionales, José Rico Pérez, Isla de Corfú, Doctor Jiménez Díaz, José Jornet Navarro y Médico Ricardo Ferré.

## Antecedentes
El barrio de Juan Pablo II nació como un PAU de los que se proyectaron al norte de la Gran Vía, en la expansión del barrio Polígono San Blas. Esta actuación tuvo en su momento un reconocimiento internacional.

## Población
Según el padrón municipal de habitantes de Alicante, la evolución de la población del barrio, desde su creación hasta el año 2022, tiene los siguientes números:
|              | 2021 | 2022   | 2023   |
| ------------ | ---- | ------ | ------ |
| Población    | 6272 | 6619   | 7115   |
| (Diferencia) |      | (+347) | (+396) |